# Coupe du Danemark féminine de volley-ball
La Coupe du Danemark de volley-ball féminin est organisée par la Fédération danoise de volley-ball (Dansk Volleyball Forbunds-DVF), elle a été créée en 1976.

## Palmarès
| Année | Vainqueur             | Score                                     | Finaliste             |
| ----- | --------------------- | ----------------------------------------- | --------------------- |
| 1976  | ASV Aarhus            |                                           | VKV Gladsaxe          |
| 1977  | ASV Aarhus            |                                           | VKV Gladsaxe          |
| 1978  | Helsingør KFUM        |                                           | Skødstrup SF          |
| 1979  | Helsingør KFUM        |                                           |                       |
| 1980  | Helsingør KFUM        |                                           |                       |
| 1981  | ASV Aarhus            |                                           |                       |
| 1982  | Helsingør KFUM        |                                           | VKV Gladsaxe          |
| 1983  | Helsingør KFUM        |                                           |                       |
| 1984  | Helsingør KFUM        |                                           |                       |
| 1985  | Helsingør KFUM        |                                           | BVC Esbjerg           |
| 1986  | Helsingør KFUM        |                                           | Holte IF              |
| 1987  | Holte IF              |                                           | Slagelse VK           |
| 1988  | Holte IF              |                                           | ASV Aarhus            |
| 1989  | ASV Aarhus            |                                           | Holte IF              |
| 1990  | ASV Aarhus            |                                           | Holte IF              |
| 1991  | Fortuna Odense Volley |                                           | Holte IF              |
| 1992  | Holte IF              |                                           | Fortuna Odense Volley |
| 1993  | Holte IF              |                                           | Fortuna Odense Volley |
| 1994  | Holte IF              |                                           | Fortuna Odense Volley |
| 1995  | Fortuna Odense Volley |                                           | TV 55                 |
| 1996  | Holte IF              |                                           | Gentofte Volley       |
| 1997  | Holte IF              |                                           | DHV Odense            |
| 1998  | DHV Odense            |                                           | Holte IF              |
| 1999  | Holte IF              |                                           | DHV Odense            |
| 2000  | DHV Odense            |                                           | Holte IF              |
| 2001  | DHV Odense            |                                           | HIK Aalborg           |
| 2002  | Holte IF              |                                           | DHV Odense            |
| 2003  | DHV Odense            |                                           | Holte IF              |
| 2004  | Lyngby Volley         |                                           | Aalborg HIK           |
| 2005  | Fortuna Odense Volley |                                           | SK Aarhus             |
| 2006  | Fortuna Odense Volley |                                           | Gentofte Volley       |
| 2007  | Fortuna Odense Volley |                                           | Lyngby Volley         |
| 2008  | Holte IF              |                                           | Fortuna Odense Volley |
| 2009  | Fortuna Odense Volley | 3 - 0 (25-21, 25-19, 25-20)               | Holte IF              |
| 2010  | Fortuna Odense Volley | 3 - 2 (15-25, 25-23, 24-26, 25-23, 17-15) | Holte IF              |
| 2011  | Brøndby VK            | 3 - 2 (23-25, 25-23, 17-25, 25-21, 15-10) | Holte IF              |
| 2012  | Holte IF              | 3 – 0 (28-26, 25-20, 25-16)               | Brøndby VK            |
| 2013  | Holte IF              | 3 – 0 (25-16, 25-14, 25-20)               | Frederiksberg Volley  |
| 2014  | Brøndby VK            | 3 – 1 (26-24, 19-25, 25-20, 25-19)        | Holte IF              |
| 2015  | Brøndby VK            | 3 – 0 (25-17, 25-21, 25-23)               | Holte IF              |
| 2016  | Brøndby VK            | 3 – 2 (22-25, 27-25, 20-25, 25-19, 15-9)  | Holte IF              |
| 2017  | Holte IF              | 3 – 0 (25-22, 25-22, 25-20)               | Brøndby VK            |
| 2018  | Brøndby VK            | 3 – 2 (25-21, 25-20, 13-25, 16-25, 19-17) | Holte IF              |
| 2019  | Holte IF              | 3 – 0 (25-19, 25-14, 25-16)               | ASV Elite             |

## Bilan par club
| Club                  | Titres | Ville          | Année                                                                              |
| --------------------- | ------ | -------------- | ---------------------------------------------------------------------------------- |
| Holte IF              | 14     | Holte          | 1987, 1988, 1992, 1993, 1994, 1996, 1997, 1999, 2002, 2008, 2012, 2013, 2017, 2019 |
| Helsingør KFUM        | 8      | Elseneur       | 1978, 1979, 1980, 1982, 1983, 1984, 1985, 1986                                     |
| Fortuna Odense Volley | 7      | Odense         | 1991, 1995, 2005, 2006, 2007, 2009, 2010                                           |
| ASV Århus             | 5      | Aarhus         | 1976, 1977, 1981, 1989, 1990                                                       |
| Brøndby VK            | 5      | Brøndby        | 2011, 2014, 2015, 2016, 2018                                                       |
| DHV Odense            | 4      | Odense         | 1998, 2000, 2001, 2003                                                             |
| Lyngby Volley         | 1      | Lyngby-Taarbæk | 2004                                                                               |